# All Out of Love
All Out of Love är en popballad skriven av Graham Russell och Russell Hitchcock, och inspelad av Air Supply som släppte den på singel 1980, med andraplats i USA och 11:e plats i Storbritannien som följd. Sången placerade sig på 92:a plats på VH1:s lista över de 100 största kärleksballaderna.
Sången har senare spelats in som cover av många. Kantopopartisten Alan Tam spelade in sången på kantonesiska, Small Hurricane, vilken 1981 blev en hitlåt i Hongkong. Andru Donalds släppte sin version på singel och hade en topp-fem-hit i delar av Europa 1999 och det australiskan pojkbandet Mercury4 hade med låten på sitt debutalbum 2004. Den amerikanska R&B-gruppen Jagged Edge spelade in en version som filmmusik till Jamie Foxx film Breakin' All the Rules 2004.
Pojkbandet Westlife spelade in sången som duett med den australiska sångerskan Delta Goodrem på Westlifes The Love Album 2006, och framförde den med henne live i ett avsnitt av The X Factor. Denna version nådde som högst 31:a plats på den svenska singellistan som digital download i februari 2007, men släpptes inte som kommersiell singel på andra marknader.
Pojkbandet OTT hade 1996 en stor hit med låten i Republiken Irland, och följande år i Storbritannien. Låten har också spelats in av bandet Enigma, och senare av den engelska sångaren Declan Galbraith. John Barrowman hade en version på albumet Another Side 2007. Cliff Richard spelade också in den 2007, på albumet Love... The Album. Keira Green spelade in en dancecover 2006 som kom på flera samlingsalbum. En annan cover på låten gjordes 2004 av den kanadensiska artisten Mary Zilba, vars pop/danceversion var en topp-40-hit på de kanadensiska listorna i över 12 veckor.
I juni 2003 gick det brittiska danceprojektet Foundation samman med sångerskan Natalie Rossi för en cover på låten, med hopp om att följa upp DJ Sammys framgångar. Singeln nådde 40:e plats på den brittiska singellistan.
Låten användes i reklamkampanjer för Denny's restaurang sedan 2007, Todd Solondzs film Happiness 1998, South Park-avsnittet "Raisins", och Office-avsnittet "Stress Relief".  Några rader ur sången sjungs av titelrollen i filmen Van Wilder 2002.

## Låtlista
Air Supplys version:
1. "All Out of Love" – 4.01
2. "Here I Am" – 3.48
3. "Every Woman in the World" – 3.32

Andru Donalds version:
1. "All Out of Love" (Radio Edit) – 4:00
2. "All Out of Love" (Dance Radio Mix) – 3:59
3. "All Out of Love" (Slow Ambient Mix) – 4:18
4. "All Out of Love" (Ambient Club Mix) – 6:23

## Placeringar
| Air Supply (1980)                 | Topplacering |
| --------------------------------- | ------------ |
| USA                               | 2            |
| Storbritannien                    | 11           |
| Andru Donalds (1999)              | Topplacering |
| Österrike                         | 3            |
| Tyskland                          | 3            |
| Schweiz                           | 3            |
| Westlife med Delta Goodrem (2007) | Topplacering |
| Sverige                           | 31           |